# Bistrup Sogn (Hjørring Kommune)
 For alternative betydninger, se Bistrup Sogn. (Se også artikler, som begynder med Bistrup Sogn)
Bistrup Sogn er et sogn i Hjørring Søndre Provsti (Aalborg Stift).
Efter at Bistrupkirken blev indviet i 1978, blev Bistrup Sogn udskilt fra alle de 3 andre Hjørring-sogne: Sankt Hans Sogn og Sankt Olai Sogn, der tilsammen havde været en sognekommune i Vennebjerg Herred, og Sankt Catharinæ Sogn, der lå i Hjørring købstad, som geografisk også hørte til Vennebjerg Herred. De 3 sogne blev ved kommunalreformen i 1970 kernen i Hjørring Kommune, som Bistrup Sogn også hører til.
I sognet findes følgende autoriserede stednavne:
- Amdal (bebyggelse)
- Bagterp (bebyggelse, ejerlav)
- Bredkær (bebyggelse)
- Brønderup (bebyggelse, ejerlav)
- Fuglsig (bebyggelse, ejerlav)
- Fuglsig Mark (bebyggelse)
- Holmen (bebyggelse)
- Hvidegård (bebyggelse)
- Ilbro (bebyggelse)